# Marly (Nord)
Marly település Franciaországban, Nord megyében. Lakosainak száma 11 980 fő (2022. január 1.). Marly Saint-Saulve, Saultain, Valenciennes, Aulnoy-lez-Valenciennes és Estreux községekkel határos.

## Népesség
A település népességének változása:
| Lakosok száma | 11 335 | 11 590 | 11 591 | 11 855 | 12 074 | 12 083 | 12 014 | 12 024 | 11 980 |
|               | 2013   | 2015   | 2016   | 2017   | 2018   | 2019   | 2020   | 2021   | 2022   |